# Всесвітня організація охорони здоров'я

Всесвітня організація охорони здоров'я

Регіональні представництва ВООЗ:
Африканське: Браззавіль, Республіка Конґо
Американське: Вашингтон, США
Південно-Середземне: Каїр, Єгипет
Європейське: Копенгаген, Данія
Південно-Східне Азійське: Нью-Делі, Індія
Західне тихоокеанське: Маніла, Філіппіни

Всесві́тня Організа́ція Охоро́ни Здоро́в'я (ВООЗ, англ. World Health Organization (WHO) — спеціалізована установа Організації об'єднаних націй, яка опікується проблемами охорони здоров'я у світовому масштабі. Штаб-квартиру розташовано в Женеві (Швейцарія).
До складу ВООЗ на 2020 рік входить 194 країни. Організація має шість напівавтономних офісів та 150 звичайних офісів по всьому світу. Всі країни-учасниці організації платять щорічні внески до ВООЗ, на які організація провадить діяльність.
У 1945 на конференції у Сан-Франциско вирішено створити міжнародну організацію з питань охорони здоров'я. 1946 року Міжнародна конференція охорони здоров'я, яка проходила у Нью-Йорку, схвалила Статут ВООЗ.
День набуття чинності Статуту ВООЗ — 7 квітня 1948 р. — вважають Днем заснування цієї організації та щорічно відзначають як Всесвітній день здоров'я.

## Структура та функції
Всесвітня асамблея охорони здоров'я (ВАОЗ) — найвищий керівний орган ВООЗ, щорічно у травні проводить сесії, зазвичай у Женеві. Виконавча рада (комітет)— виконавчий орган ВООЗ — до складу якої входить 34 технічно кваліфіковані члени. Виконавча рада проводить свої сесії двічі на рік. Члени Комітету обираються строком на три роки. Основна сесія Комітету, на якій узгоджується порядок денний майбутньої сесії Асамблеї охорони здоров'я та приймаються резолюції для представлення Асамблеї охорони здоров'я, проводиться в січні, а інша, менш тривала сесія, проводиться в травні, відразу ж після Асамблеї охорони здоров'я, для розгляду адміністративних питань.
Генеральний директор ВООЗ до 2017 року — доктор Маргарет Чен (КНР), обрана на другий термін строком з 1 липня 2012 р. до 30 червня 2017 року. З 1 липня новим генеральним директором ВООЗ став доктор Тедрос Аданом Гебреісус, який був міністром охорони здоров'я Ефіопії у 2005—2012 р.
Головна мета ВООЗ — сприяння забезпеченню охорони здоров'я населення усіх країн світу. Текст Статуту ВООЗ можна коротко сформулювати як «Право на здоров'я». ВООЗ координує міжнародне співробітництво з метою розвитку й удосконалення систем охорони здоров'я, викорінення та зменшення тягаря інфекційних захворювань, в тому числі боротьби з поширенням СНІДу, впровадження у світових масштабах імунізації від тяжких інфекційних хвороб, координації фармацевтичної діяльності країн-членів тощо. Впродовж останніх років завдяки зусиллям ВООЗ питання охорони здоров'я стали пріоритетом у політичному порядку денному світу. Їх почали обговорювати на найважливіших політичних форумах, до цієї галузі залучають нові фінансові ресурси.
Функції ВООЗ поділяють на дві категорії: нормативна діяльність (здійснює переважно штаб-квартира) та технічне співробітництво (здійснюють регіональні та державні бюро). З метою повнішого врахування регіональних пріоритетів у галузі охорони здоров'я та забезпечення тіснішого зв'язку з потребами національних систем охорони здоров'я головну діяльність ВООЗ здійснюють її шість регіональних бюро та представництва ВООЗ у країнах.

## Штаб-квартира ВООЗ
Штаб-квартира ВООЗ розташована в Женеві, Швейцарія. Вона була спроєктована швейцарським архітектором Жаном Чумі та відкрита в 1966. У 2017 організація оголосила міжнародний конкурс на редизайн і розширення своєї штаб-квартири.
Структура штаб-квартири:
- Генеральний директор
- Заступник Генерального директора
- Канцелярія Генерального директора (ODG)

Департаменти
- Здоров'я сім'ї, жінок і дітей (FWC)
- Системи охорони здоров'я та інновації (HIS)
- Загального керівництва (GMG)
- Безпеки в галузі охорони здоров'я та навколишнього середовища (HSE)
- ВІЛ/СНІДу, туберкульозу, малярії та забутих тропічних хвороб (HTM)
- Неінфекційних захворювань і психічного здоров'я (NMH)
- Поліомієліту, надзвичайних ситуацій та співпраці з країнами (РЕС)

### Галерея штаб-квартири ВООЗ

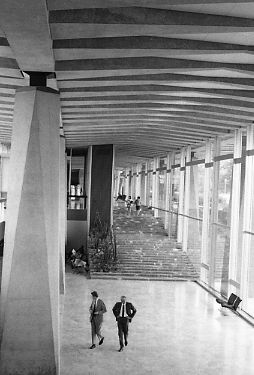
Внутрішній дворик, 1969
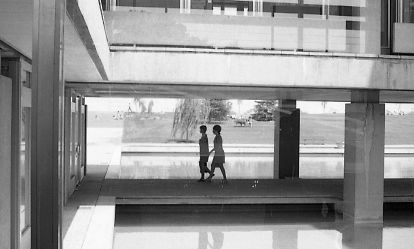
Басейн, 1969
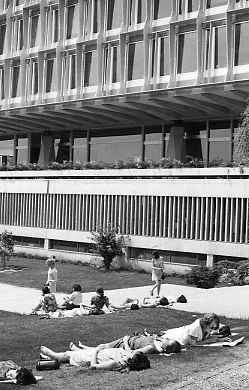
Зовнішній вигляд, 1969
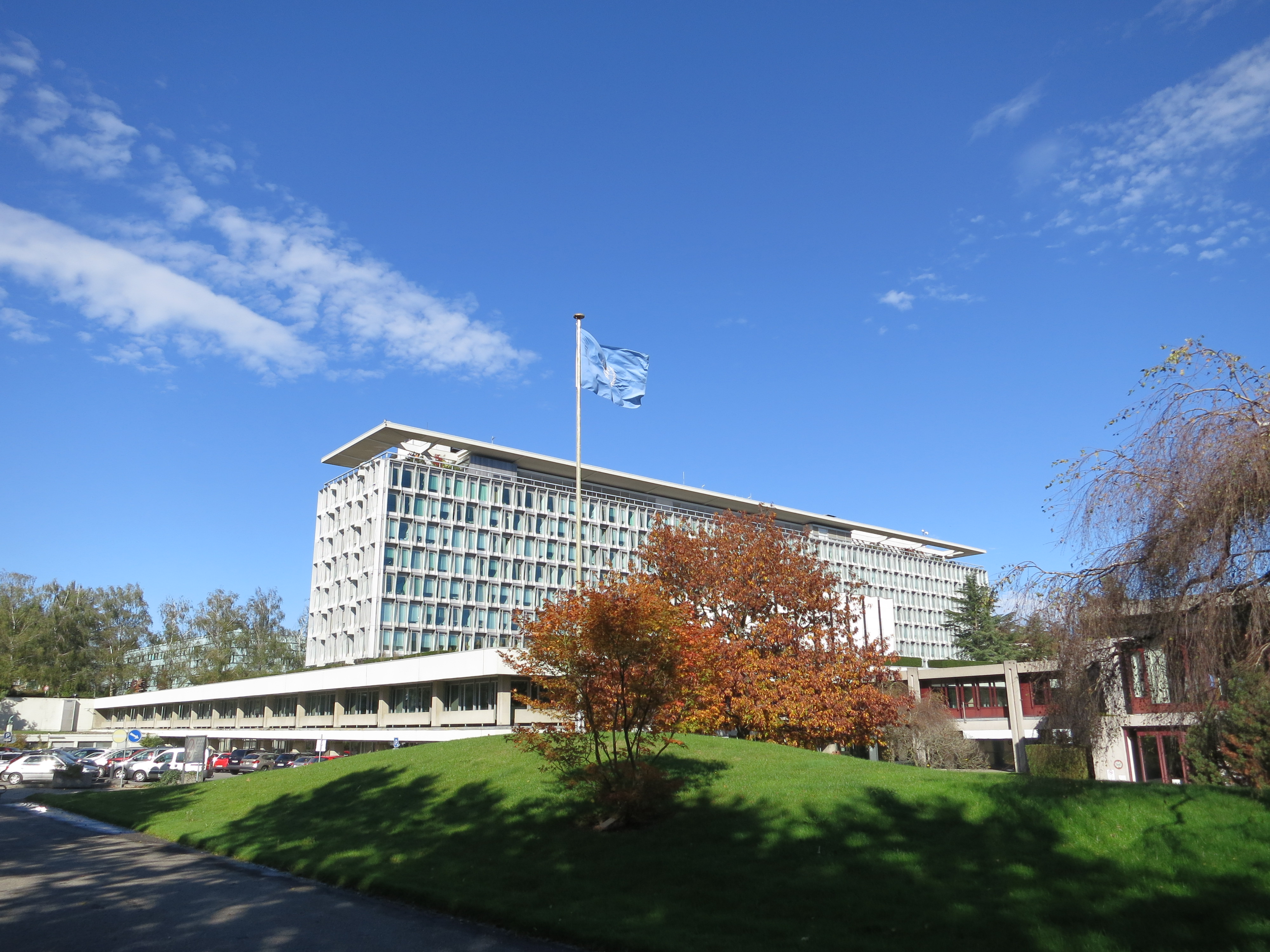
Від з південного заходу, 2013
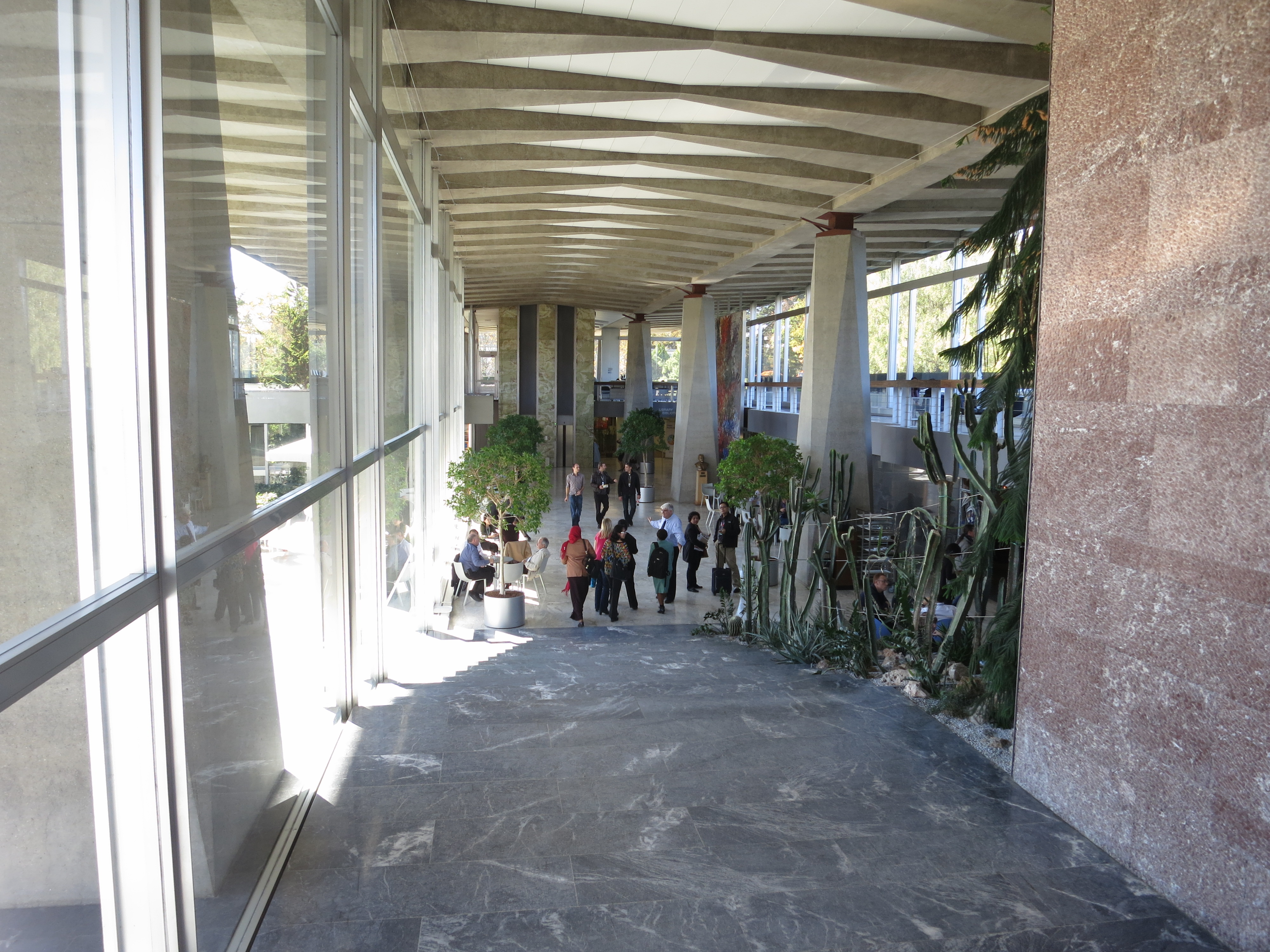
Вестибюль, 2013
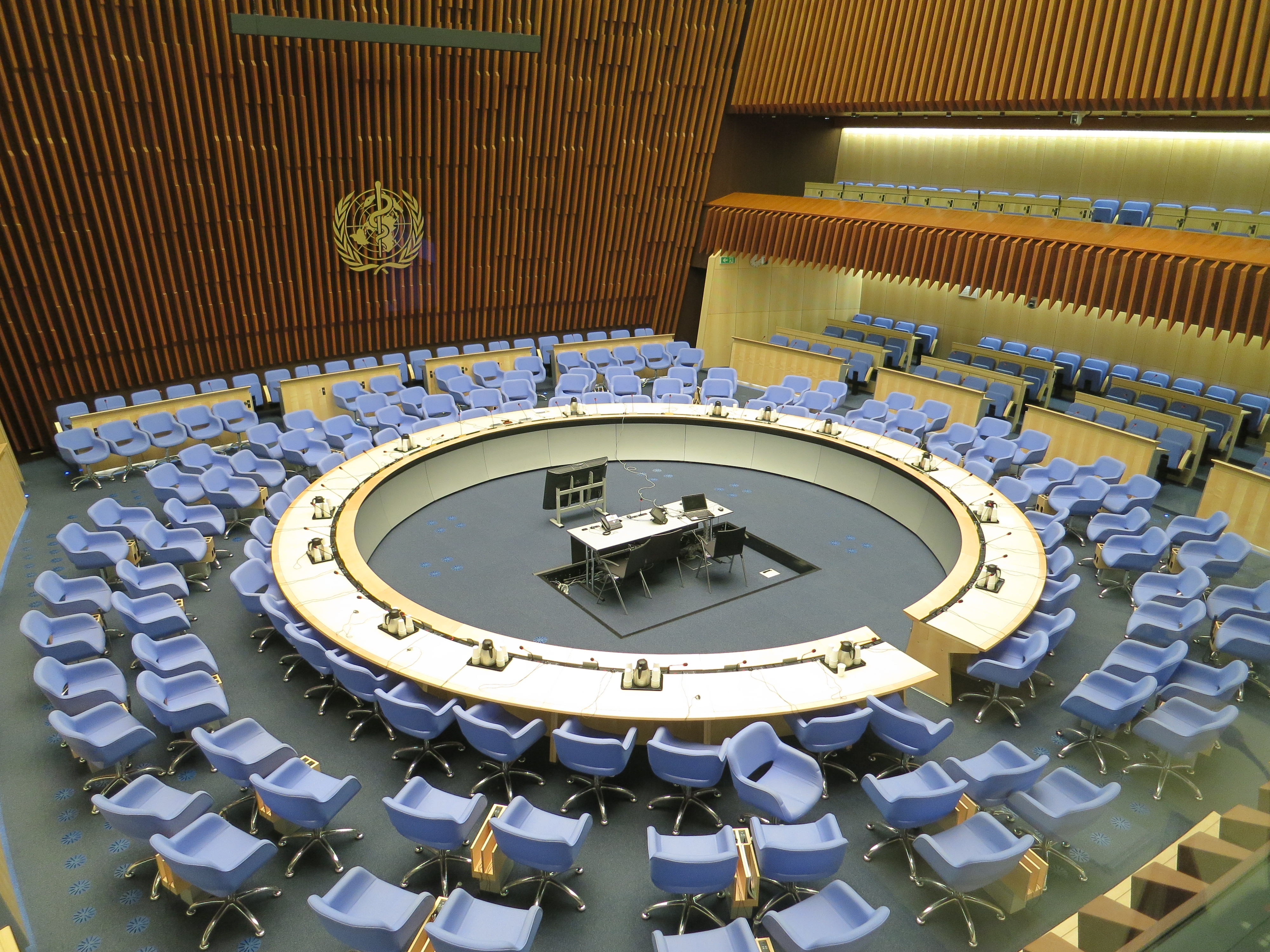
Головна конференц-зала, 2013

## Регіональні бюро ВООЗ
Відповідно до статті 44 Статуту ВООЗ у період з 1949 по 1952 рік відкрито регіональні бюро ВООЗ.
Це дало змогу Всесвітній асамблеї охорони здоров'я (ВАЗ) реалізувати принцип: «Одне бюро — один регіон». Більшість рішень ухвалюється на регіональному рівні, зокрема, обговорення бюджету ВООЗ і ухвалення рішень членами зборів конкретного регіонального бюро.
У кожному бюро є регіональний комітет, який збирається один раз на рік, зазвичай восени. У роботі засідання регіонального бюро ВООЗ беруть участь представники від кожної країни-члена або асоційованого члена, зокрема й представники тих держав, які визнаються не повною мірою. Наприклад, представник Палестини бере участь у засіданнях регіонального бюро Східного Середземномор'я. Кожен регіон представлений регіональним бюро[12]. Регіональне бюро очолює регіональний директор, якого обирає регіональний комітет. До обов'язків бюро входить затвердження рішень, хоча з 2004 року, не було випадків скасування рішень регіонального комітету. Процес обрання регіональних директорів був предметом дискусій, що не приносять практичної користі. З 1999 року регіональні директори обираються на п'ятирічний термін.
Регіональний директор є главою ВООЗ для свого регіону. Регіональний директор управляє та/або контролює працівників охорони здоров'я та інших фахівців у регіональних відділеннях і в спеціалізованих центрах. Поряд із Генеральним директором ВООЗ і керівниками регіональних бюро ВООЗ, відомих як представники ВООЗ у регіоні, регіональний директор також має функції прямого наглядового органу в регіоні.
До Європейського регіону ВООЗ входять 53 країни, у тому числі й Україна. Європейське регіональне бюро (ЄРБ) ВООЗ, розташоване у Копенгагені (Данія), упродовж 2000—2010 років очолював Регіональний директор Марк Данзон (Франція), а з 2010—2022 Регіональним директором була Жужанна Якаб (угор. Zsuzsanna Jakab) з Угорщини.
2009 року до Постійного комітету Європейського бюро ВООЗ обрали представника України — професора Олесю Гульчій.
| Регіон                        | Штаб-квартири                | Примітки | Веб-сайт |
| ----------------------------- | ---------------------------- | --- | -------- |
| Африка                        | Браззавіль, Республіка Конго | AFRO включає більшу частину Африки, за винятком Єгипту, Судану, Джибуті, Тунісу, Лівії, Сомалі та Марокко (усі підпадають під EMRO). Регіональним директором є Матшідісо Моеті, громадянин Ботсвани. (термін перебування на посаді: 2015 — по теперішній час).                                     | AFRO     |
| Європа                        | Копенгаген, Данія            | ЄВРО включає всю Європу (крім Ліхтенштейну), Ізраїль і весь колишній СРСР. Регіональним директором є Ганс Клюге, громадянин Бельгії (термін перебування на посаді: 2020 — по теперішній час). | EURO     |
| Південно-Східна Азія          | Нью-Делі, Індія              | Північну Корею обслуговує SEARO. Регіональним директором є Пунам Кхетрапал Сінгх, громадянин Індії (термін перебування на посаді: 2014 — по теперішній час). | SEARO    |
| Східне Середземномор'я        | Каїр, Єгипет                 | Східно-Середземноморський регіональний офіс обслуговує країни Африки, які не входять до AFRO, а також усі країни Близького Сходу, крім Ізраїлю. Пакистан обслуговує EMRO. Регіональним директором є Ахмед Аль-Мандхарі, громадянин Оману (термін перебування на посаді: 2018 — по теперішній час). | EMRO     |
| Західна частина Тихого океану | Маніла, Філіппіни            | WPRO охоплює всі азійські країни, які не обслуговуються SEARO та EMRO, а також усі країни Океанії. Південну Корею обслуговує WPRO. Регіональним директором є Шін Ён Су, громадянин Південної Кореї (термін перебування на посаді: 2009 — по теперішній час).                                       | WPRO     |
| Америки                       | Вашингтон, США               | Також відома як Панамериканська організація охорони здоров'я (PAHO) і охоплює Америку. Регіональним директором ВООЗ є Карісса Ф. Етьєн, громадянка Домініканської Республіки (термін перебування на посаді: 2013 — по теперішній час).                                                             | AMRO     |

## Керівництво ВООЗ

### Генеральний директор ВООЗ
Відповідно до Статуту ВООЗ Генеральний директор призначається на сесії Всесвітньої асамблеї охорони здоров'я за поданням Виконавчого комітету. Держави-члени ВООЗ направляють свої пропозиції з кандидатами за встановленою формою до Виконавчого комітету. Виконавчий комітет здійснює початковий розгляд пропозицій щодо кандидатур, складає короткий список кандидатів, проводить з ними співбесіду, здійснює оцінку фізичного стану кандидата. Створено робочу групу держав-членів щодо процесу і методів виборів Генерального директора Всесвітньої організації охорони здоров'я.

### Генеральні директори ВООЗ
1948—1953 Доктор Брок Чисголм (Канада)
1953—1973 Доктор Марколіно Гомес Кандау (Бразилія)
1973—1988 Доктор Хальфдан Малер (Данія)
1988—1998 Доктор Хіросі Накадзіма (Японія)
1998—2003 Доктор Ґру Гарлем Брунтланн (Норвегія)
2003—2006 Доктор Лі Чон Ук (Республіка Корея)
2006—2007 Доктор Андерс Нордстрем (Швеція) (виконувач обов'язків)
2007—2017 Доктор Маргарет Чан (КНР)
з 2017 Доктор Тедрос Аданом Гебреисус (Ефіопія)

## Персонал
Для реалізації принципів ВООЗ у 149 країнах і регіонах працює 7 000 осіб. Підтримуючи принцип вільного від тютюнового диму робочого середовища, ВООЗ не приймає на роботу курців. 2003 року організація виступила ініціатором Рамкової конвенції із боротьби проти тютюну.

## Глобальні кампанії
Глобальні кампанії з охорони здоров'я мають значний потенціал для підвищення обізнаності та покращення розуміння щодо питань, пов'язаних зі здоров'ям, орієнтовані для мобілізації підтримки на самих різних рівнях — від окремих спільнот до всього світу.
Протягом календарного року Всесвітня організація охорони здоров'я проводить багато кампаній, зокрема — відзначає низку всесвітніх днів, пов'язаних з конкретними проблемами та станом здоров'я — від хвороби Альцгеймера до зоонозів.
Особливу увагу ВООЗ приділяє семи дням і одному тижню, які, на вимогу держав-членів ВООЗ, визнані офіційними глобальними кампаніями охорони здоров'я:
- Всесвітній день боротьби проти туберкульозу, 24 березня;
- Всесвітній день здоров'я, 7 квітня;
- Всесвітній тиждень імунізації, останній тиждень квітня;
- Всесвітній день боротьби з малярією, 25 квітня;
- Всесвітній день без тютюну, 31 травня;
- Всесвітній день донора крові 14 червня;
- Всесвітній день боротьби з гепатитом, 28 липня;
- Всесвітній день боротьби зі СНІДом, 1 грудня.[33]

Щорічно 10 жовтня відзначається також Всесвітній день психічного здоров'я, який внесено ООН до переліку міжнародних днів ООН.
Країни-члени ВООЗ підписали глобальну угоду, без участі США, про боротьбу з пандеміями. Головною метою угоди є обмін знаннями та даними про патогени та методи боротьби з ними, доступ країн з низьким рівнем доходу до вакцин та ліків.

## Критика
ВООЗ бере участь у боротьбі з пандемією коронавірусної хвороби Covid-19, яка спалахнула в грудні-січні 2019—2020 років, а в середині квітня інфікувала щонайменше 2 млн людей. Деякі з лідерів-країн, зокрема Дональд Трамп на посаді президента США, з березня 2020-го почав критикувати діяльність організації, звинувачуючи її в поганому інформуванні світової спільноти щодо небезпек вірусу, упередженість на користь Китаю та масштабів його поширення.
Так, 15 квітня 2020-го Трамп ухвалив рішення про припинення фінансування організації з боку США. 2019 року ВООЗ отримала від США $400 млн, що склало 15 % її бюджету, згідно з рішенням Трампа, буде заморожено фонди ВООЗ, що є агенцією ООН на термін 60-90 днів для аналізу її діяльності.
Позицію Трампа підтримав австралійський прем'єр-міністр Скотт Моррісон, зокрема щодо підтримки організацією рішення Китаю про повторне відкриття ринків з продажу живих диких тварин, яких забивають там же для споживання у їжу.
Натомість глава парламенту ЄС Жозеп Боррель не погодився з цим рішенням, заявивши, що для нього немає жодних причин. Китай виділив на роботу ВООЗ 20 млн $ у березні та додатково виділяє 30 млн у квітні 2020-го.
Остаточний вихід США з ВООЗ було заплановано на 6 липня 2021 року.

## Сексуальне насильство над жінками в Конго працівниками ВООЗ
Понад 100 жінок Демократичної республіки Конго звернулися зі скаргами на сексуальне насильство з боку співробітників ВООЗ. Під час місії ВООЗ щодо боротьби зі спалахом Ебола в 2018-2021 рр. в цій державі, коли було вирішено застосувати нову експериментальну вакцину. Це був дев'ятий спалах цього вірусу в Конго. 
Після проведеного розслідування з'ясувалося, що конголезьким жінкам пропонували заняття сексом працівники ВООЗ в обмін на найм на роботу. Наймолодшій постраждалій дівчинці було 13 років.
Постраждалим від сексуального насилля жінкам виплатили по 250 дол. компенсацій кожній. В 17 випадках зґвалтування в жінок народилися діти. За неофіційними даними, ще 13 жінок зробили аборт. Всього ВООЗ виплатила постраждалим в Конго 26 тис. дол. У внутрішньому звіті ВООЗ вказано, що третини зґвалтованих в Конго жінок представники місії ВООЗ не змогли знайти для виплати компенсацій, десять жінок відмовились від грошових компенсацій. Загальний бюджет представництва ООН в ДР Конго становить близько 174 млн. дол.
Після проведеного розслідування жодного працівника ВООЗ, з тих, що вчинили сексуальне насильство не було звільнено, в тому числі керівників, яким було відомо про інциденти насилля. Після кількох років тиску з боку вищого керівництва держави Конго, з 2021 року було звільнено 5 працівників ВООЗ.

## ВООЗ та Україна
Співробітництво України з ВООЗ — одна з важливих складових її міжнародного співробітництва з метою забезпечення конституційного права кожного громадянина України на охорону здоров'я, медичну допомогу та медичне страхування (стаття 49 Конституції України). Особливого значення таке співробітництво набуває в умовах світу, що глобалізується.
Україна — член ВООЗ з 1948 р. (3 квітня 1948 р. приєдналась до Статуту ВООЗ). З 1950 по 1991 рік — період неактивного членства України у цій організації через перебування у складі СРСР. Поновила своє членство у 1992 році одночасно з відновленням незалежності.
- Дата набуття Україною членства: 1948 (членство поновлено у 1992)
- Підстава для набуття членства в міжнародній організації: Підписання Угоди Урядом УРСР — 22.07.1946, приєднання до Статуту ВООЗ -07.04.1948
- Статус членства: Повноправний член
- Характер фінансових зобов'язань України: Сплата щорічного членського внеску, погашення заборгованості
- Джерело здійснення видатків, пов'язаних з виконанням фінансових зобов'язань: Загальний фонд Державного бюджету України
- Вид валюти фінансових зобов'язань: Долар США, Швейцарський франк
- Обсяг фінансових зобов'язань України на 2017 рік: 229 930,00 дол. США та 217 974,00 шв. фр.
- Обсяг невиконаних Україною у попередні роки фінансових зобов'язань: 23 755 532 дол. США
- Центральний орган виконавчої влади, відповідальний за виконання фінансових зобов'язань: Міністерство закордонних справ України;
- Представництво в Україні: Бюро співробітника ВООЗ: Київ, вул. Боричів Тік, 30.[48]

Підходи ВООЗ, згідно з якими здоров'я розглядають водночас як ресурс і мету розвитку та ключ до процвітання, відповідає принципам державної політики України у соціально-економічній галузі. Основні завдання ВООЗ та стратегічні напрямки їх реалізації відповідають інтересам України, більшість загальних пріоритетів організації збігається з пріоритетами, визначеними Урядом України.
Співробітництво України з ВООЗ здійснюється переважно через Європейське регіональне бюро відповідно до рамкових (2-річних) угод, що укладені між Україною та ЄРБ. В угодах визначені пріоритетні напрямки співробітництва, на які скеровують кошти, що виділяють з основного бюджету ВООЗ на підтримку заходів на рівні країни.
Україна зацікавлена у використанні потенціалу та накопиченого ВООЗ міжнародного досвіду, а також залученні через її канали міжнародної допомоги для розв'язання проблем, у першу чергу, на таких напрямках: туберкульоз та ВІЛ/СНІД; пташиний грип, рак, серцево-судинні захворювання та цукровий діабет; тютюнопаління; здоров'я матері та дитини; безпека харчових продуктів; психічне здоров'я; безпека крові.
Заходи, які здійснюють у рамках співробітництва України з ВООЗ, узгоджуються з її національними пріоритетами та стратегіями у галузі охорони здоров'я, враховують специфіку ситуації у цій галузі в країні та особливості національної системи охорони здоров'я.
1991 року за рекомендаціями ВООЗ (ООН), Україна першою з колишніх радянських республік скасувала кримінальне покарання за статеві стосунки між чоловіками (с. 122, ч. 1, КК УРСР).